# Cryptophagus hexagonalis
Cryptophagus hexagonalis is een keversoort uit de familie harige schimmelkevers (Cryptophagidae). De wetenschappelijke naam van de soort werd in 1869 gepubliceerd door Henri Tournier.